# Godina 0
1. stoljeće pr. Kr. | 1. stoljeće

30-ih pr. Kr. | 20-ih pr. Kr. | 10-ih pr. Kr. | 10-ih | 20-ih | 30-ih

5. pr. Kr. | 4. pr. Kr. | 3. pr. Kr. | 2. pr. Kr. | 1. pr. Kr. | Godina 0 | 1. | 2. | 3. | 4. | 5.
Godina 0 po kalendaru ne postoji. Na 31. prosinca 1. pr. Kr. odmah slijedi 1. siječnja 1 n.e. Samo u astronomiji postoji godina 0, tako da je godina 1 pr. Kr. godina 0 u astronomiji.